# 弗里德里希·勒夫勒
弗里德里希·奥古斯特·约翰内斯·勒弗勒（Friedrich August Johannes Loeffler，1852年6月24日—1915年4月9日），德國細菌學家，父親為軍隊醫學教授戈特弗里德·勒夫勒。

## 生平
1874年，弗里德里希·勒夫勒獲得柏林大學醫學博士學位；1879年至1884年間他在柏林帝國衛生辦公室擔任罗伯特·科赫的助手。1884年，弗里德里希·勒夫勒成為柏林弗里德里希威廉研究所的醫師，四年後他成為格賴夫斯瓦爾德大學衛生學與醫學史的教授，同時兼任該校衛生學部主席。 
弗里德里希·勒夫勒開發的原始染色方法為細菌學帶來了重大而深遠的影響及貢獻，弗里德里希·勒夫勒還研究過寄生蟲病。1882年，他發現了鼻疽病的病原體、1884年其與克勒布斯共同發現了白喉棒狀桿菌。1886年弗里德里希·勒夫勒發現豬丹毒桿菌。他還是勒夫勒血清的發明人，這是一種用於檢測細菌的凝固血清；1887年，他創辦了《細菌學和寄生蟲學中央報》。  1895年，勒夫勒被派遣至柏林科赫研究所進行蒸氣消毒的研究。1898年與保羅·弗勒施（Paul Frosch）共同合作發現口蹄疫病毒；1899年研制出一種預防口蹄疫病毒的疫苗。1910年，弗里德里希·勒夫勒創建弗里德里希·勒夫勒研究院（Friedrich-Loeffler-Institut，簡稱FLI），是為世界最早展開病毒研究之學術機構，該機構致力於研發口蹄疫及猪瘟等動物疫苗。1913年，勒夫勒成為格赖夫斯瓦尔德的榮譽市民及柏林科赫傳染病院院長；1915年4月9日去世，他最終安葬於格赖夫斯瓦尔德的古老陵園。
位於格賴夫斯瓦爾德附近里姆斯島的弗里德里希·勒夫勒研究所（即今聯邦動物健康研究中心）、格賴夫斯瓦爾德大學之格賴夫斯瓦爾德醫學院的[弗里德里希·勒夫勒醫學微生物學研究所]均以他的名字來做命名。

## 精選著作
- 與Robert Koch、Georg Theodor August Gaffky合作：Ueber die Verwerthbarkeit heißer Wasserdämpfe zu Desinfectionszwecken.（中譯：如何應對污染源嚴重的水污染問題），Mitteilungen aus dem Kaiserlichen Gesundheitsamte.（中譯：帝國公共衛生局的聲明），1：1881年，頁322–340。
- Vorlesungen über die geschichtliche Entwicklung der Lehre von den Bakterien.（中譯：關於細菌學發展史的概述），細菌理論的歷史發展講座，出版：萊比錫（Leipzig），F.C.W. Vogel，1887年。
- 與Paul Frosch合作：Summarische Bericht über die Ergebnisse der Untersuchungen der Kommission zur Erforschung der Maul- und Klauenseuche bei dem Institut für Infektionskrankheiten in Berlin.（中譯：柏林傳染病研究所口蹄疫研究委員會調查結果摘要報告），Centralblatt für Bakteriologie und Parasitenkunde，第 22 卷，1897年，頁257–259（第1部分）；第 23 卷，1898年，頁371–391（第2部分）。
- Zur Immunitätsfrage.（中譯：關於免疫力的問題），Mitteilungen aus dem Kaiserlichen Gesundheitsamte.（中譯：帝國公共衛生局的聲明）， 1：1882年，頁134–187。
- Untersuchungen über die Bedeutung der Mikroorganismen für die Entstehung der Diphtherie beim Menschen, bei der Taube und beim Kalbe.（中譯：關於微生物對人類、動物和人體中白喉感染的影響研究），Mitteilungen aus dem Kaiserlichen Gesundheitsamte.（中譯：帝國公共衛生局的聲明），2：1884年，頁421–499。